# Бюлер, Эрхард
Э́рхард Бю́лер (нем. Erhard Bühler, род. 20 января 1956, Айхах, Бавария, ФРГ) — немецкий военачальник, генерал-лейтенант, с 1 сентября 2010 по 9 сентября 2011 командующий КФОР.
Бюлер поступил на службу в Бундесвер 1 июля 1976 года, в 4-й батальона технического обслуживания в Хемау. С 1977 по 1981 год изучал машиностроение в Университете федеральных вооруженных сил в Гамбурге и получил диплом инженера-механика, после окончания университета Бюлер работал в Ноймюнстере с 1982 по 1984 год в качестве технического офицера 6-го батальона связи.
22 августа 2003 года Бюлер принял командование 12-й танковой бригадой от Бруно Касдорфа в Амберге и получил звание бригадного генерала .
В 2004 командовал немецким контингентом КФОР, дислоцированном на базе Кемп-Касабланка (англ. Camp Casablanca) близ Призрена.
С 2006 по 2008 год проходил службу в качестве начальника отдела V штаба, отвечавшего за оперативное планирование Бундесвера. В этой должности Бюлер получил звание генерал-майора.
29 июля 2009 года Бюлер сменил Маркуса Бентлера в должности командира 10-й танковой дивизией в Зигмарингене. До передачи своего предыдущего поста он официально руководил как 10-й бронетанковой дивизией, так и штабом оперативного командования.
В 2011 в качестве командующего международными силами КФОР участвовал в подавлении сербских выступлений на севере Косова.
До 4 июня 2013 года Эрхард Бюлер был командиром 10-й танковой дивизии в Зигмарингене.  1 октября 2014 г. он стал начальником отдела планирования Федерального министерства обороны. В этой функции он значительно способствовал сотрудничеству между Бундесвером и другими европейскими армиями, как представитель федерального министерства обороны, он также является членом исполнительного комитета Немецкого общества оборонных технологий (DWT).
В 2017 году Бюлер считался наиболее многообещающим кандидатом на пост главы военного комитета ЕС, сменив на этом посту греческого генерала Михаила Костаракоса. Этому помешала Франция, которая неожиданно и вопреки прежним договоренностям с генералом Дени Мерсье представила своего кандидата. Поскольку Германия и Франция блокировали друг друга, 7 ноября 2017 г. был избран глава итальянского штаба Клаудио Грациано.
Бюлер должен был стать командующим Объединенными силами НАТО в Брюнссуме (Нидерланды) 1 февраля 2019 г., но передача командования была приостановлена до заключения следственного комитета Бундестага Германии. Окончательно он занял этот пост 31 мая 2019 года. Это сопровождалось временным назначением генералом на время его работы в Брюнссуме.
22 апреля 2020 г. Верховный главнокомандующий объединенными силами НАТО в Европе (SACEUR) генерал Тод Д. Уолтерс (ВВС США) передал командование  Объединенными силами НАТО генералу Йоргу Фоллмеру во время видеоконференции в связи с текущей пандемией COVID-19..
26 мая 2020 года Бюлер ушел в отставку после 44 лет службы в звании генерал-лейтенанта.